# Copăceni (Ilfov)
Copăceni es una comuna de Rumania con 3,129 habitantes, situada en el condado de Ilfov, en la región histórica de Muntenia. Copăceni se convirtió en municipio autónomo en 2005; hasta 1945 fue parte de la comuna de Adunații-Copăceni, en el condado de Giurgiu, y luego pasó a formar parte de la comuna de 1 Decembrie, de la que se separó en 2005. Se compone de un solo pueblo, Copăceni.